# Johan Witteveen

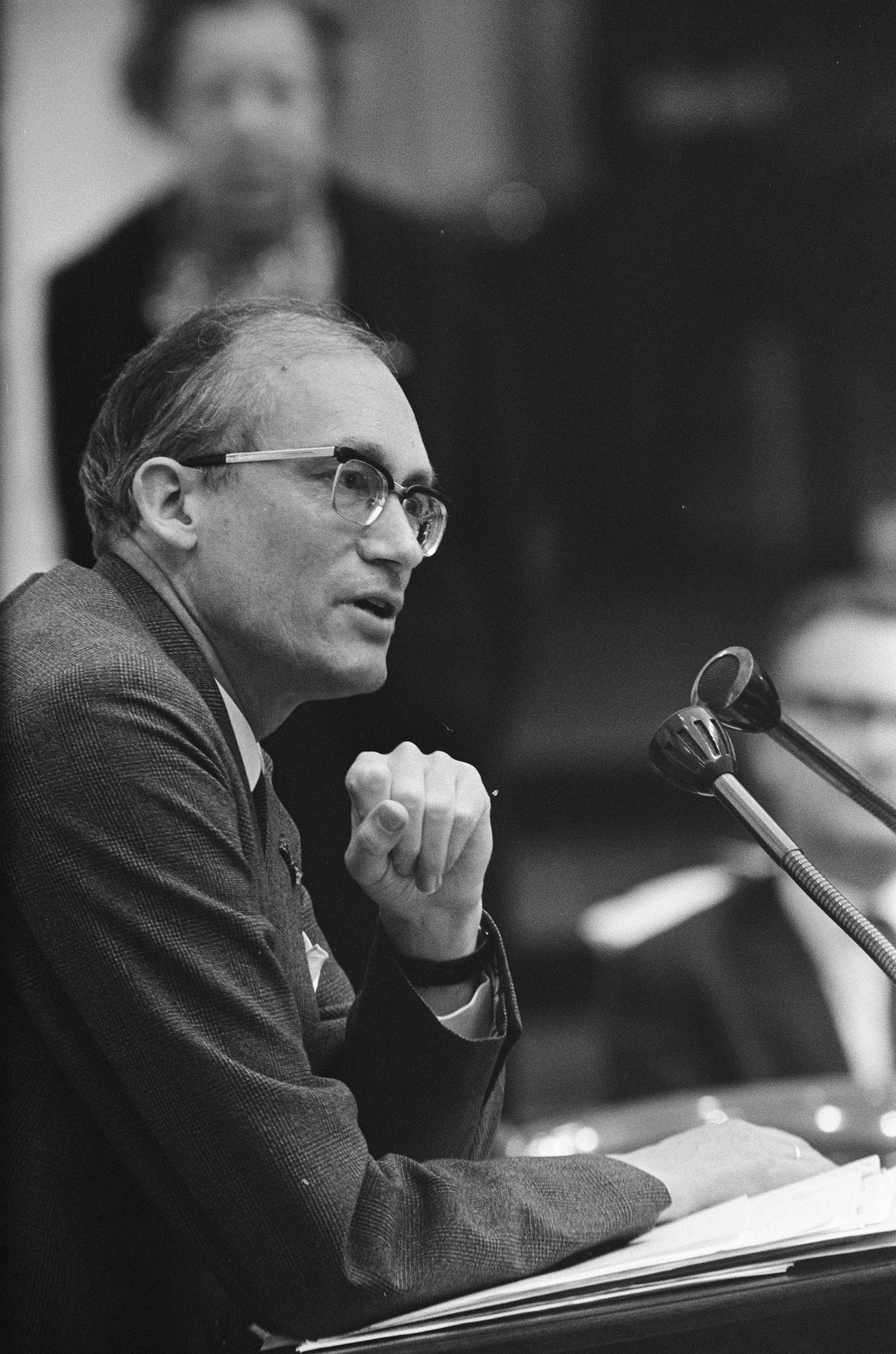
Johan Witteveen als niederländischer Finanzminister 1970

Hendrikus Johannes Witteveen (* 12. Juni 1921 in Zeist; † 23. April 2019 in Wassenaar) war Stellvertretender Ministerpräsident und Finanzminister der Niederlande, Geschäftsführender Direktor des Internationalen Währungsfonds und erster Vorsitzender der Group of Thirty.

## Leben
Witteveen war Mitglied der VVD (Volkspartij voor Vrijheid en Democratie). Vom 24. Juli 1963 bis zum 14. April 1965 war Witteveen Finanzminister der Niederlande. Vom 5. April 1967 bis zum 6. Juli 1971 war er erneut Finanzminister sowie Stellvertretender Ministerpräsident der Niederlande. Vom 1. September 1973 bis zum 16. Juni 1978 war er Geschäftsführender Direktor des IWF.
Der Honorarprofessor in Economics war Mitglied des Advisory Boards des European Management Instituts.
Witteveen hatte einen Sohn, den Politiker Willem Witteveen. Dieser starb am 17. Juli 2014 beim Abschuss des Malaysia-Airlines-Fluges 17.